# Sygdommen døden
Sygdommen døden er en dokumentarfilm instrueret af Alexander Kørschen i 1989.

## Handling
Det er en sort/hvid fortælling i billeder og ord om kærlighed, der er bygget over den franske forfatter Margurite Duras' novelle Sygdommen Døden.